# Chrysometa puebla
Chrysometa puebla là một loài nhện trong họ Tetragnathidae.
Loài này thuộc chi Chrysometa. Chrysometa puebla được Herbert W. Levi miêu tả năm 1986.